# Puppet Show
Puppet Show (Puppet Show?) è il secondo album della rock band visual kei giapponese Plastic Tree. È stato pubblicato il 26 agosto 1998 dalla Warner Music Japan.
Esistono due edizioni dell'album: una normale con custodia jewel case al prezzo di 3'059 ¥, ed una speciale in edizione limitata con cover diversa e packaging digipack in cartoncino argentato.

## Tracce
Tutti i brani sono testo di Ryūtarō Arimura e musica di Tadashi Hasegawa, tranne dove indicato.

Dopo il titolo è indicata fra parentesi "()" la grafia originale del titolo.
1. intro (intro?) - 0:58 (Tadashi Hasegawa)
2. May Day (May Day?) - 3:26
3. Reset (リセット?) - 3:32
4. Zetsubō no oka (絶望の丘?) - 4:33
5. Gentō kikai (元燈機械?) - 7:24
6. 「Nukegara」 (「ぬけがら」?) - 3:31 (Ryūtarō Arimura)
7. Hontō no uso -Studio Live- (本当の嘘-Studio Live-?) - 4:32
8. monophobia (monophobia?) - 2:23
9. Cream (クリーム?) - 4:33
10. 3 gatsu 5 ka. (3月5日。?) - 5:49
11. Circus (サーカス?) - 7:19

## Singoli
- 15/02/1998 - Hontō no uso
- 25/07/1998 - Zetsubō no oka

## Formazione
- Ryūtarō Arimura - voce e seconda chitarra
- Akira Nakayama - chitarra e cori
- Tadashi Hasegawa - basso e cori
- TAKASHI - batteria